# Robert Edward Brennan
Robert Edward Brennan OP (* 29. Juli 1897 in Lima (Ohio); † 17. Juni 1975 in Somerset (Ohio)) war ein US-amerikanischer Psychologe, Philosoph und katholischer Theologe.

## Leben
Nach der Promotion zum Ph. D. 1925 (A theory of abnormal cognitive processes according to the principles of St. Thomas Aquinas) an der Catholic University of America war er von 1931 bis 1943 Professor am Providence College, wo er das Thomistische Institut leitete. Er war auch dem Institut für Psychologie an der Universität von Montreal angegliedert.

## Schriften (Auswahl)
- General psychology. An interpretation of the science of mind based on Thomas Aquinas. New York 1937.
  - Psicología general. Una interpretación de la ciencia de la mente basada en Santo Tomás de Aquino. Madrid 1952, OCLC 503233239.
- Thomistic psychology. A philosophic analysis of the nature of man. Toronto 1941.
  - Thomistische Psychologie. Eine philosophische Analyse der menschlichen Natur. Heidelberg 1957, OCLC 263558579.
- History of psychology. From the standpoint of a Thomist. New York 1945.
  - Historia de la Psicologia segun la vision tomista. Madrid 1969, OCLC 431813891.
- The Image of his maker. A study of the nature of man. Milwaukee 1948.
  - Die menschliche Natur. Eine Einführung in der Psychologie. Bonn 1961, OCLC 174263825.
  - El maravilloso ser del hombre. (Estudio sobre la naturaleza humana). Madrid 1964, OCLC 431813897.
- Irish diary. Westminster 1962, OCLC 1141979.
- The seven horns of the lamb. A study of the gifts based on Saint Thomas Aquinas. Milwaukee 1966, OCLC 1036867203.